# 巴尔卡德拉
巴尔卡德拉（Barcadera）是荷兰王国在加勒比海构成国阿鲁巴的一座港口城镇，位于首府奥拉涅斯塔德和波斯奇基科之间。该地为棕榈岛轮渡码头的所在地。
12°29′7″N 69°58′59″W / 12.48528°N 69.98306°W